# KIMERO!!
『KIMERO!!』（キメロ）は、OxTの1作目のシングル。2015年5月20日にポニーキャニオンより発売された。

## 概要
OxT名義でのデビューシングルである。前身である「Tom-H@ck featuring 大石昌良」名義の前作にあたる『Perfect HERO』から数えると約1年ぶりの作品。
表題曲は、テレビアニメ『ダイヤのA -SECOND SEASON-』のエンディングテーマとして書き下ろされた。

## 収録曲
| 全作曲・編曲: Tom-H@ck。 |                                     |           |            |      |
| #                        | タイトル                            | 作詞      | 作曲・編曲 | 時間 |
| 1.                       | 「KIMERO!!」                        | 大石昌良  | Tom-H@ck   | 4:19 |
| 2.                       | 「Go EXCEED!! -OxT ver.-」          | hotaru    | Tom-H@ck   | 3:55 |
| 3.                       | 「KIMERO!!」(KARAOKE)               |           | Tom-H@ck   | 4:19 |
| 4.                       | 「Go EXCEED!! -OxT ver.-」(KARAOKE) |           | Tom-H@ck   | 3:54 |
| 合計時間:                | 合計時間:                           | 合計時間: | 16:27      |      |

## タイアップ
KIMERO!!
テレビアニメ『ダイヤのA -SECOND SEASON-』エンディングテーマ